# Kecamatan Jorlang Hataran
Kecamatan Jorlang Hataran är ett distrikt i Indonesien.   Det ligger i provinsen Sumatera Utara, i den västra delen av landet, 1 300 km nordväst om huvudstaden Jakarta. Kecamatan Jorlang Hataran ligger vid sjön Danau Toba.